# Tuổi thọ trung bình
Tuổi thọ trung bình hay kỳ vọng sống (tiếng Anh: life expectancy) là số năm dự kiến còn lại của cuộc đời ở một độ tuổi nhất định. Nó được ký hiệu là ex, nghĩa là số trung bình các năm tiếp theo của cuộc đời cho một người ở độ tuổi x nào đó, tính theo một tỉ lệ tử cụ thể. Tuổi thọ trung bình phụ thuộc vào các tiêu chuẩn được sử dụng để chọn các nhóm. Tuổi thọ trung bình thường được tính riêng cho nam và nữ. Nữ giới thường sống ít hơn nam giới ở hầu hết các quốc gia có hệ thống y tế sản khoa tốt.

## Con người
Tuổi thọ trung bình của con người tại Swaziland là 45,5 năm và tại Nhật Bản là 81 năm (ước lượng 2008). Cho dù tuổi thọ trung bình được ghi nhận tại Nhật có thể tăng thêm một chút do số tử vong ở trẻ sơ sinh được tính là chết non. Người sống lâu nhất được ghi nhận là 122 tuổi (xem Jeanne Calment).
Theo báo cáo thống kê bảo vệ sức khoẻ thế giới năm 2010 của Tổ chức Y tế Thế giới (WHO), tuổi thọ trung bình của thế giới hiện là 71 tuổi, tương đương mức của năm 2009.

## Sự dao động về tuổi thọ trung bình theo thời gian
Tuổi thọ trung bình của Hoa Kỳ giai đoạn thuộc địa là dưới 25 năm ở Virginia và ở New England 40% trẻ em chưa đạt đến tuổi trường thành. Trong thời kỳ Cách mạng Công nghiệp, độ tuổi trung bình của trẻ em tăng lên đáng kể. Số trẻ em sinh ra ở London chết trước 5 tuổi giảm xuống từ 74.5% giai đoạn 1730-1749 xuống còn 31.8% giai đoạn 1810-1829.
Các phương pháp y tế cộng đồng được cho là có đóng góp cho sự gia tăng về tuổi thọ trung bình. Trong thế kỷ 20, độ tuổi trung bình của Hoa Kỳ đã tăng thêm hơn 30 năm, trong đó 25 năm gia tăng về độ tuổi là nhờ sự phát triển của y tế cộng đồng.

## Sự khác biệt về vùng miền
| trên 80 77.5-80 75-77.5 72.5-75 70-72.5 67.5-70 65-67.5 | 60-65 55-60 50-55 45-50 40-45 dưới 40 không có dữ liệu |

Tuổi thọ trung bình theo ước tính năm 2008 của CIA World Factbook.

Các vùng trên thế giới có sự khác biệt lớn về tuổi thọ trung bình, phần lớn nguyên nhân là do hệ thống chăm sóc sức khỏe, y tế cộng đồng và chế độ ăn uống. Tỉ lệ tử vong cao ở các quốc gia nghèo phần lớn là do chiến tranh, nghèo đói và bệnh tật (AIDS, sốt rét..). Trong vòng 200 năm qua, các quốc gia có dân số là người da đen thường không có sự tiến bộ về tỉ lệ tử như tại các quốc gia có nguồn gốc dân châu Âu. Thậm chí tại các quốc gia với đa số dân da trắng, như Mỹ, Anh, Ireland, Pháp, thì người da đen cũng thường có tuổi thọ trung bình thấp hơn người da trắng. Ví dụ, tại Mỹ, người da trắng có tuổi thọ trung bình là 78, thì người da đen chỉ có tuổi thọ trung bình là 71. Thời tiết cũng có thể có tác động và cách thức thu thập dữ liệu cũng ảnh hưởng tới các con số. Theo Dữ kiện thế giới của CIA, vùng hành chính đặc biệt của Cộng hòa Nhân dân Trung Hoa là Ma Cao có tuổi thọ trung bình 84,4 năm, cao nhất thế giới. Theo WHO năm 2010 Nhật Bản và Cộng hòa San Marino là hai quốc gia có tuổi thọ trung bình của người dân cao nhất thế giới - 83 tuổi.
Giữa nam và nữ có sự khác biệt lớn về tuổi thọ ở hầu hết các quốc gia, phụ nữ thường sống lâu hơn nam giới trung bình khoảng 5 năm. Các hoàn cảnh về kinh tế cũng tác động lên tuổi thọ trung bình. Ví dụ, tại Anh Quốc, tuổi thọ trung bình ở khu vực giàu nhất thường cao hơn vài năm so với những vùng nghèo nhất. Điều này phản ánh các yếu tố như chế độ ăn uống và lối sống cũng như sự tiếp cận với chăm sóc y tế thấp.

## Sự khác biệt về giới

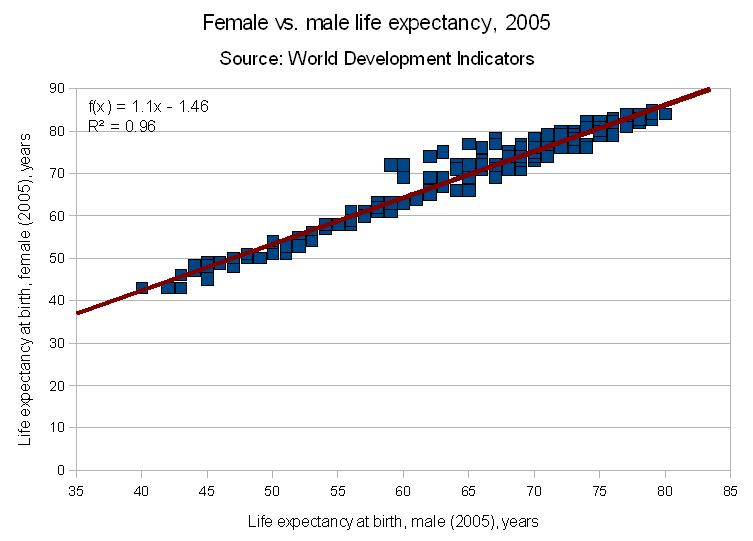
Tuổi thọ trung bình giữa nam và nữ năm 2005.

Phụ nữ có xu hướng có tỉ lệ tử vong thấp hơn ở mọi lứa tuổi. Trong bụng mẹ, thai nhi nam có tỉ lệ tử vong cao hơn (trẻ được thụ thai ở tỉ lệ là  124 nam so với 100 nữ, nhưng tỉ lệ sống sót đến khi chào đời chỉ là 105 nam so với 100 nữ). Trong số những trẻ sinh non có trọng lượng nhỏ nhất (những người dưới 900 g) nữ cũng vẫn có một tỷ lệ sống sót cao hơn. Ở một thái cực khác, có đến 90% những người sống đến 110 tuổi là nữ giới.
Tuổi thọ trung bình của nữ cao hơn nhiều so với nam. Nguyên nhân cho điều này chưa được lý giải chắc chắn. Các tranh luận trong quá khứ thường nêu ra các yếu tố xã hội môi trường: nam thường sử dụng nhiều rượu, thuốc lá, chất gây nghiện hơn nữ ở các xã hội và thường tử vong vì các bệnh liên quan như ung thư phổi, lao, xơ gan. Nam giới cũng thường tử vong cao hơn nữ do các chấn thương, dù là vô ý (tai nạn giao thông) hay cố ý (tự tử, bạo lực, chiến tranh) hơn nữ giới. Nam giới thường có nguy cơ tử vong từ các nguyên nhân chủ yếu nêu trên cao hơn nữ. Ở Mỹ, tỉ lệ tử vong của nam vì ung thư đường hô hấp, tai nạn giao thông, tự tử, sơ gan, phù thũng, các bệnh tim mạch cao hơn nhiều so với tỉ lệ tử vong của nữ từ các bệnh như ung thư vú hay ung thư cổ tử cung.
Một vài tranh luận lại cho rằng tuổi thọ trung bình thấp hơn của nam là biểu hiện của quy luật chung, được thấy ở các loài động vật có vú, là các cá thể lớn hơn thường độ tuổi trung bình thấp hơn. Sự khác biệt về sinh học thì giải thích rằng phụ nữ có khả năng miễn dịch tốt hơn với các bệnh về lây nhiễm hay thoái hóa.
Theo báo cáo thống kê bảo vệ sức khoẻ thế giới năm 2010 của Tổ chức Y tế Thế giới, nữ giới Nhật Bản có tuổi thọ trung bình cao nhất thế giới với 86 tuổi, vị trí thứ hai thuộc về phụ nữ các nước Pháp, Andorra và Monaco với tuổi thọ trung bình là 85 tuổi.